# Phelister williamsi
Phelister williamsi är en skalbaggsart som beskrevs av Wenzel och Dybas 1941. Phelister williamsi ingår i släktet Phelister och familjen stumpbaggar. Inga underarter finns listade i Catalogue of Life.